# Guardians of the Galaxy: The Telltale Series
Pour le jeu d'action-aventure sortie en 2021, voir Les Gardiens de la Galaxie (jeu vidéo).
Les Gardiens de la Galaxie : The Telltale Series est un jeu vidéo épisodique d'aventure développé et édité par Telltale Games, sorti en 2017 sur Windows, PlayStation 4, Xbox One, iOS et Android.

## Liste des épisodes
- Épisode 1 : Au fond du gouffre
- Épisode 2 : Sous pression
- Épisode 3 : C'est plus qu'une impression
- Épisode 4 : Qui a besoin de toi ?
- Épisode 5 : Ne perds jamais espoir !

## Accueil
- IGN : 8,5/10 (ép. 1)[1] - 7,9/10 (ép. 2)[2]